# Hannah More

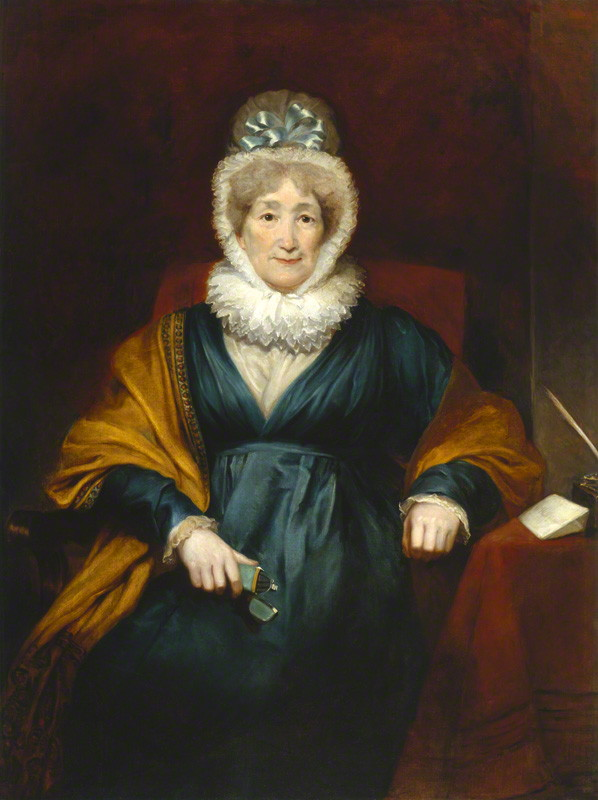
Hannah More, Gemälde von Henry William Pickersgill, 1821

Hannah More (* 2. Februar 1745 in Stapleton, Bristol; † 7. September 1833 in Bristol) war eine englische religiöse Schriftstellerin und Philanthropin.

## Leben
Hannah More wurde 1745 in Fishponds, in der Nähe von Stapleton, im Norden von Bristol geboren. Ihr Vater war der Schulmeister Jacob More, ihre Mutter Mary More, die Tochter von John Grace, einem Bauern. Sie war die vierte von fünf Töchtern des Paares. Ihre Schwestern waren Mary (1738–1813), Elizabeth (Betty; 1740–1816), Sarah (Sally; 1743–1819) und die jüngste Martha (Patty; 1747–1819). Ihr Vater hatte das Norwich Gymnasium besucht und dort die Klassiker studiert. Er gehörte wie sein Vater dem Anglikanismus an und war für eine Karriere in der Kirche bestimmt. Dies wurde nach dem Verlust eines Rechtsstreites um ein Erbe mit einem Cousin zunichtegemacht. Zunächst arbeitete er in Bristol. Durch die Freundschaft mit Norborne Berkeley, dem späteren vierten Baron de Botetourt, wurde er zum Master der freien Schule in Fishponds ernannt. Dort gründete er seine Familie.

### Ausbildung
Hannah Mores Intellekt wurde bereits früh gefördert, nicht nur durch ihren Vater, auch ihre Mutter und ihre Schwestern unterstützten das frühreife Kind und anerkannte Genie der Familie, welches sich durch schlagfertige Klugheit und eine Leidenschaft für das Lernen auszeichnete. Ihr Vater unterrichtete sie in Latein und Mathematik. Von ihrer ältesten Schwester Mary, die eine französische Schule in Bristol besuchte, lernte sie, wie ihre weiteren Schwestern, französisch. Die Eltern betrieben ein Internat für Mädchen und die Schwestern wurden in dem Sinn erzogen, später selbst für ihren Unterhalt zu sorgen. Fasziniert von den Geschichten des Dichters und Dramatikers John Dryden, die ihr von der Krankenschwester erzählt wurden, die im Haushalt des Dichters gelebt hatte, begann More Geschichten und Verse aufzuschreiben, sobald sie schreiben und lesen gelernt hatte, auch um ihre Schwester Patty zu unterhalten.
Gemeinsam mit ihren Schwestern Sarah und Martha wurde sie im Alter von 12 Jahren Schülerin in dem Mädcheninternat, welches ihr Vater in der Trinity Street 6 in Bristol für Mary und Elizabeth More eingerichtet hatte. Auch ihre Eltern zogen nach Bristol und eröffneten eine Schule für Jungen in Stony Hill. Neben Unterricht in Französisch, Italienisch und Spanisch erhielt Hannah More Unterricht in Latein von James Newton von der Bristol Baptist Academy. Ihre Mathematiklektionen beendete ihr Vater, da er fürchtete, dass sie durch diese Kenntnisse zu einer Pedantin werden könnte.
Später unterrichtete sie gemeinsam mit ihren Schwestern an der Schule, die 1767 in einen Neubau in der Park Street umzog. Dort blieb sie, bis ihre Schwestern 1789 in den Ruhestand gingen. Der Erfolg der More Sisters’ School sorgte dafür, dass die Frauen zu hoch angesehenen Persönlichkeiten in der Bristoler Gesellschaft wurden. Ihr spezielles literarisches Talent jedoch erregte zudem die Aufmerksamkeit von Freunden der Familie und weiteren Förderern wie James Stonehouse, Ann Lovell Gwatkin, Josiah Tucker, Dekan von Gloucester, und Elizabeth Somerset, fünfte Herzogin von Beaufort. Am meisten bedeutete ihr jedoch die liebevolle Unterstützung und Freundschaft ihrer Schwestern, mit denen sie sich sehr verbunden fühlte und in Phasen der Trennung durch ständige Korrespondenz verbunden blieb.
Hannah More verlobte sich 1767 mit William Turner von Belmont House, Wraxall, Somerset. Sie hatte ihn durch seine jüngeren Cousinen kennengelernt, die Schülerinnen an der Schule der Schwestern waren. More bereitete sich auf das Leben als Ehefrau eines wohlhabenden Landedelmannes vor und beriet ihn bei der Gestaltung der Gärten von Belmont, die heute zum Tyntesfield-Anwesen gehören, das sich im Besitz des National Trust befindet. Hingegen befindet sich Belmont House in privatem Besitz. Turner, der zwanzig Jahre älter als More war, war jedoch ein nervöser und unsicherer Verlobter. Er verschob die Hochzeit dreimal, beim ersten Mal soll er sie vor dem Altar sitzen gelassen haben. Auf Anraten ihrer besorgten Familie und Freunde löste sie schließlich 1773 die Verlobung, was offenbar einen Nervenzusammenbruch auslöste. Es ist wenig über die Beziehung zwischen More und Turner bekannt, noch weniger über ihre Gefühle, jedoch war dies mit ziemlicher Sicherheit die einzige ernsthafte romantische Bindung von More, die danach beschloss, niemals zu heiraten. Nachfolgende Heiratsanträge lehnte sie ab, darunter den des Dichters John Langhorne. Turner versuchte seine Inkonsequenz wiedergutzumachen und bot ihr eine Leibrente an. Zunächst lehnte More diese ab, ließ sich dann jedoch überreden und gewann so schließlich sowohl finanzielle Sicherheit als auch Unabhängigkeit.

### Werk
Ihr erstes Werk The Search after Happiness, ein pastorales Versdrama für Schulmädchen, komponierte More in ihren späten Teenagerjahren. In dem 1762 in Bristol veröffentlichten Werk drückt sie ihre Ansichten zur Bildung und zur Rolle von Frauen in der Gesellschaft aus. In dem Werk stellen die Reden von archetypischen Frauenfiguren wie die modische Euphelia, die weltfremde Cleora und die faule Laurinda die verschiedenen Unglücksfälle dar, die aus falscher Erziehung resultieren, hingegen muss die weise Urania die anderen Frauen beraten, um die häuslichen Tugenden zu kultivieren. Zunächst wurde das Stück an der Schule der Mores aufgeführt und 1773 in London neu aufgelegt. Es wurde vom Publikum stark nachgefragt und Mitte der 1780er Jahre waren über 10.000 Exemplare verkauft worden. Eine zwölfte Auflage erschien 1800.
Um ihren Schülerinnen geeignetes moralisches Material für Schauspielstücke zur Verfügung zu stellen, schrieb sie fünf kurze Dramen, die auf Geschichten des Alten Testamentes basierten und 1782 als Sacred Dramas veröffentlicht wurden. Gemeinsam mit ihren Schülerinnen besuchte sie Aufführungen im King Street Theatre in Bath, um ihre Bühnenkenntnisse zu verbessern. Aus dem italienischen übersetzte sie 1774 das Stück Attilio Regolo von Pietro Metastasio, eine Heldentragödie um den römischen Feldherrn Marcus Attilius Regulus.

### Blaustrumpf und Dramatikerin
Gemeinsam mit ihren Schwestern Sarah und Martha unternahm Hannah More im Winter 1773/1774 einen Besuch in London. Es war der erste von weiteren fünfunddreißig aufeinanderfolgenden jährlichen Besuchen in London. Dank einer Empfehlung von Stonhouse und Ann Lovell Gwatkin, lernten sie David und Eva Garrick, Elizabeth Montagu und Joshua Reynolds kennen, die sie wiederum mit Samuel Johnson und Edmund Burke bekannt machten. Sie unterstützte nach ihrer Rückkehr nach Bristol Burke bei seiner erfolgreichen Kampagne, bei der er im September 1774 zum Abgeordneten der Stadt gewählt wurde. Ihren Platz in literarischen Kreisen sicherte sie sich bei ihrem zweiten Besuch in London Anfang des Jahres 1775. Sie wurde von Elizabeth Montagu zu einer Party der Blaustrumpf-Gesellschaft eingeladen. Dort wurde sie von Johnson nach ihrer Meinung zu einem neuen Stück gefragt und sie überwand ihre Scheu vor den ihrer Meinung nach anwesenden „Koryphäen“ indem sie argumentierte Es ist ein geringeres Übel, von der Meinung eines Mitmenschen abzuweichen, als eine Unwahrheit zu erzählen und dann wagte ihre Meinung zu äußern. Johnson stimmte ihr zu und bestärkte sie somit, kritisch zu sein. Mit Montagu und Johnson verband sie eine lebenslange Freundschaft, ebenso mit Frances Boscawen, Elizabeth Carter, Hester Chapone und Elizabeth Vesey. Sie beteiligte sich zudem enthusiastisch an den üblichen gegenseitigen Schmeicheleien.

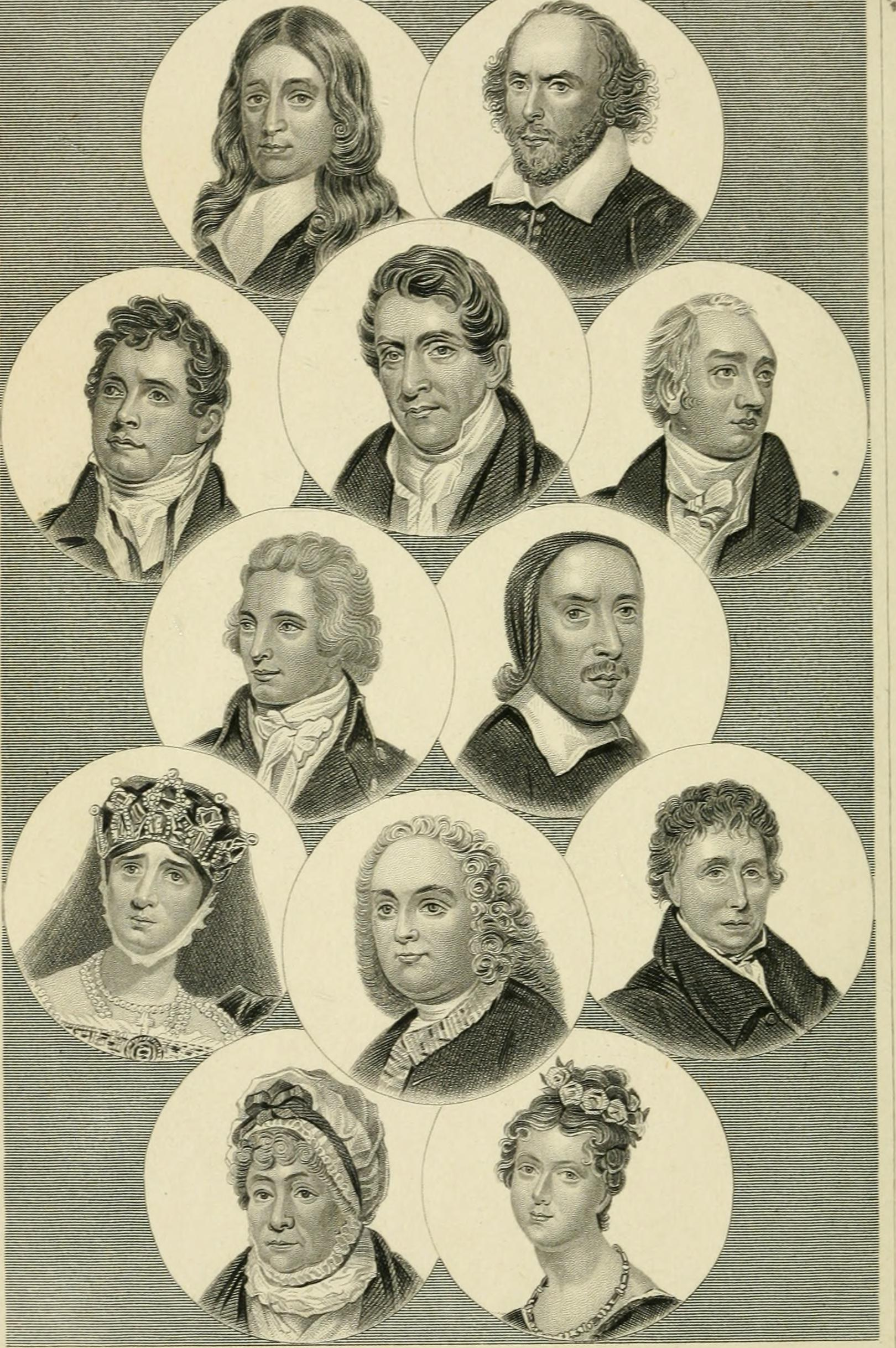
Darsteller im Stück Percy, Verbatim Nachdruck der Original Ausgabe, von John Timbs (1868)

Doch es ging ihr nicht nur darum, kriecherisch die Londoner Literaten zu beweihräuchern, sondern More war bestrebt, sich selbst einen Namen zu machen. Sie sicherte sich die Anerkennung von Johnson durch ihre 1776 bei Cadell erschienenen Balladen „Sir Eldred of the Bower“ und „The Bleeding Rock“. Garrick, ihr Lieblingsschauspieler und zunehmend enger Freund und Mentor, förderte ihre Leidenschaft für das Drama. Er führte ihr erstes Stück „The Inflexible Captive“, welches auf ihrer Metastasio-Übersetzung fußte, im April 1775 am Theatre Royal in Bath auf. Obwohl es beim Publikum gut ankam, lehnte sie den Vorschlag einer Aufführung auf einer Londoner Bühne ab. Stattdessen schrieb sie mit „Percy“ ein neues Stück, das im 12. Jahrhundert an den Grenzen spielte und von zwei Liebenden handelte, deren Glück durch die Fehde zwischen den Familien Douglas und Northumberland verdammt war. Bei seiner Premiere wurde Percy im Dezember 1777 in Covent Garden begeistert aufgenommen. More berichtete nach den ersten zwei Aufführungen nach Hause vom Erfolg des Stücks und war über die positiven Kritiken hoch erfreut. Vor allem da sie die Überzeugung besaß, dass das Theater einen starken moralischen Einfluss haben konnte, freute sie sich vor allem über die Reaktionen des Publikums. An den Rechten verdiente sie fast 600 Pfund und innerhalb weniger Wochen war die erste Auflage von fast 4000 Stück verkauft. Das Stück entwickelte sich zu ihrer Freude zum Hit der Saison und ihre Urheberschaft wurde ein offenes Geheimnis.

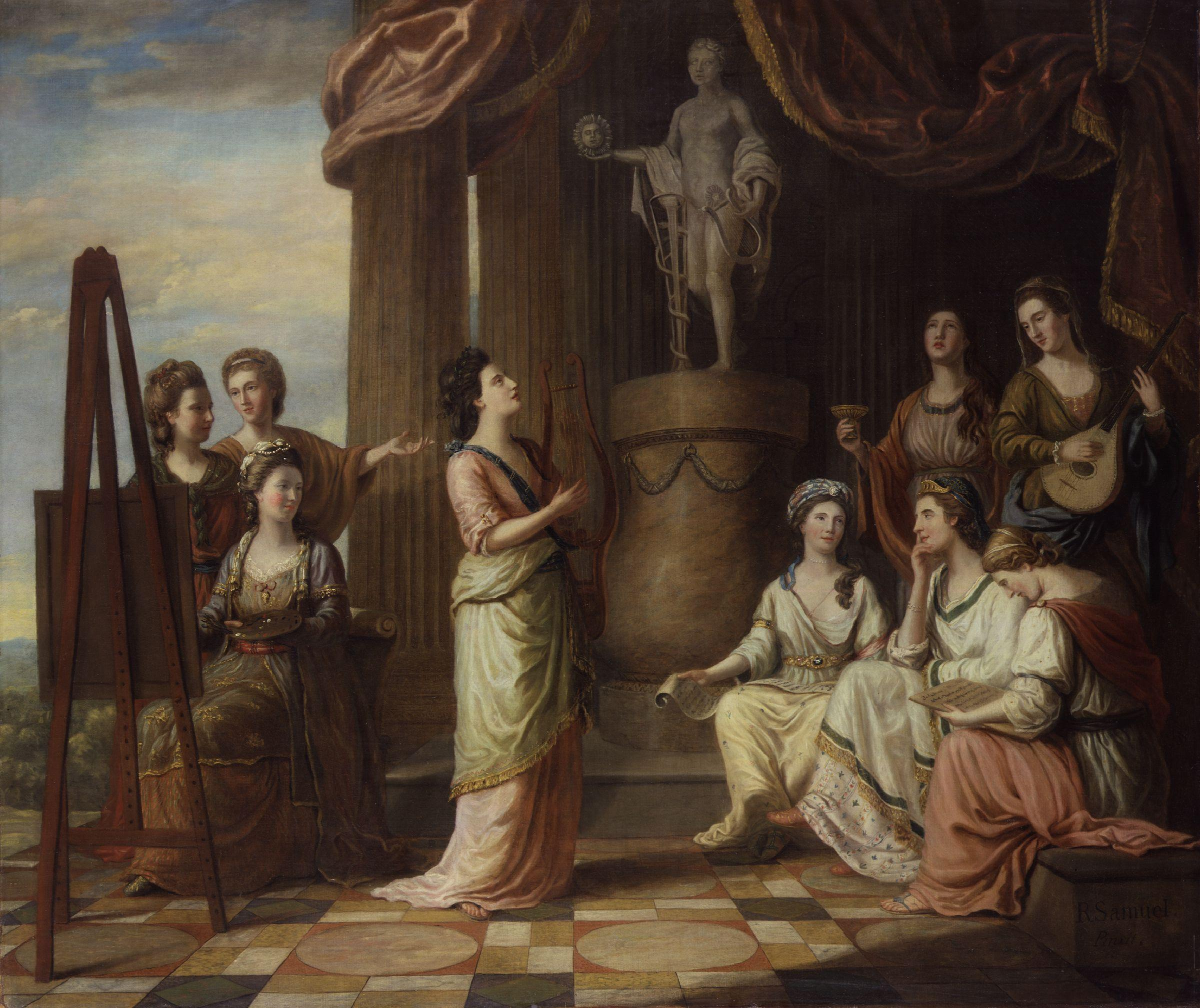
Portraits in the Characters of the Nine Muses in the Temple of Apollo (1778), von Richard Samuels, Hannah More stehend in der rechten Gruppe, mit einer Schale in der Hand

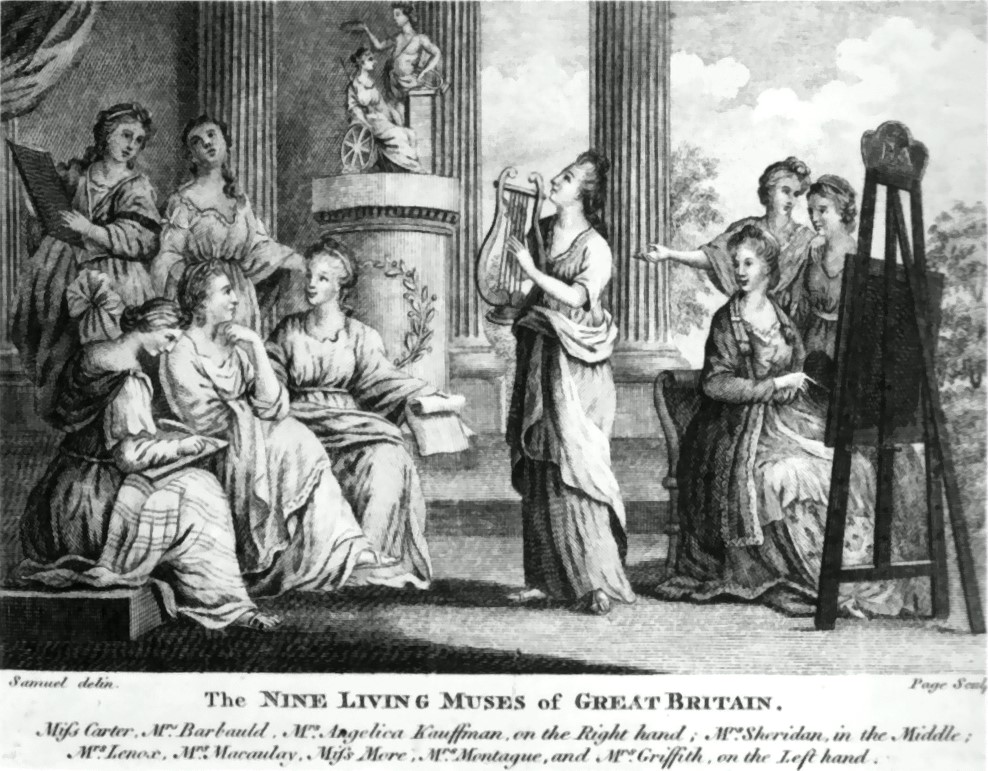
The Nine Muses of Great Britain (after similar painting by Richard Samuel)

Bedeutende Maler wie Daniel Gardner, Frances Reynolds und John Opie baten sie, Porträt zu sitzen, und sie wurde als Melpomene die tragische Muse in Richard Samuels The Nine Living Muses of Great Britain dargestellt. Reynolds sah in ihr die Verkörperung aller Musen und taufte sie Nine, ein Spitzname, der von Garrick aufgegriffen wurde. Im Jahr 1782 wurde sie zum Fellow der Académie des sciences, belles-lettres et arts de Rouen in Rouen gewählt.
Ihren Ruf als „Blaustrumpf“ festigte Hannah More, als sie versuchte, die Schriftstellerin Anna Yearsley, die den Spitznamen „Bristol Milkwoman“ trug, zu fördern. Sie hörte davon, das Yearsley, eine mittellose Arbeiterin mit einer jungen Familie, eine talentierte Dichterin war und nutzte ihre literarischen und aristokratischen Verbindungen, um für einen Band mit ihren Versen zu werben. Yearsleys Werk Yearsley’s Poems, on Several Occasions erschien 1785 und brachte einen Erlös von etwa 600 Pfund, den More und Elizabeth Montagu in einen Treuhandfonds einbrachten, um Yearsleys Einkünfte vor ihrem vermeintlich unfähigen Ehemann zu schützen. Diese guten Absichten jedoch führten zu einem erbitterten Streit mit Yearsley, die More und Montagu beschuldigte, ihre Einkünfte gestohlen zu haben. Der Trust wurde schnell aufgelöst und im Gegensatz zu Montagu, die über das Verhalten von Yearsley erzürnt war, weigerte sich More, auf die zunehmend öffentlichen Anschuldigungen von Yearsley einzugehen. Diese Kontroverse trug zu Mores Desillusionierung der literarischen Welt bei und nach Garricks Tod 1779 hatte sie auch das Interesse an der Londoner Szene verloren. Dazu trug auch der Misserfolg ihres dritten und letzten Stücks The Fatal Falsehood bei, welches nur wenige Abende gespielt wurde. Schließlich wurde sie von Hannah Cowley beschuldigt, sie hätte Cowleys Tragödie Albina plagiiert. Diese Anschuldigung brachte sie in weitere Verlegenheit und sie wies sie im James’ Chronicle kategorisch zurück. Eine zweite Auflage von The Fatal Falsehood erschien 1780, obwohl ihr Verleger Thomas Cadell davon abgeraten hatte.

### Philanthropin

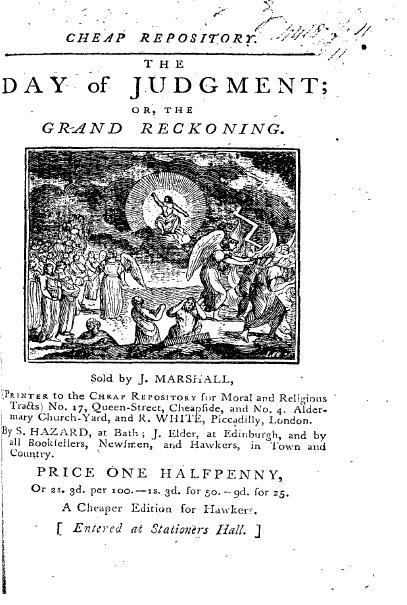
Cheap Repository Tract, The Day of Judgment, or The Grand Reckoning, Hannah More